# Pavel Čadek
Pavel Čadek (* 28. prosince 1989, Brno) je český písničkář kombinující vlastní texty s hrou na violoncello. Sám sebe označuje za samozvaného zakladatele nového hudebního žánru „cellofolk“, který se stylově pohybuje mezi Jaromírem Nohavicou (folk) a Apocalypticou (cellorock).

## Kariéra
Pavel Čadek vystudoval Fakultu informatiky MU, přičemž za diplomovou práci získal cenu děkana.
Původně se chtěl věnovat hře na klavír, ale v dětství jej rodiče přesvědčili ke hře na violoncello (i kvůli rodinné tradici). Klasickou hru na violoncello vystudoval na brněnské konzervatoři.
Od svého začátku v roce 2016 se mu podařilo předskakovat Bratrům Ebenům, Pokáčovi a Petrovi Bende, zvítězit v soutěži Notování, dvakrát zvítězit ve Filmovém festivalu fakulty informatiky MU (videoklipy Nelajkla mi status a Mám Upův syndrom), zvítězit v písničkářské videolize (videoklip Úředníkův song), a dvakrát získat druhé místo ve finále soutěže Houpací kůň. Spolupracuje též s brněnským písničkářem Ivem Cicvárkem.
Od roku 2017 zveřejňuje na svém YouTube kanále vlastní tvorbu. V červnu 2019 se pokusil pomocí kampaně vybrat od svých fanoušků finanční prostředky na vydání svého 1. alba. To se mu podařilo, a tak 25. října 2019 vyšlo jeho debutové album Cellofolk, které pokřtil 30. října 2019 v Brně.
V červnu 2019 vystupoval na Prague Music Festival.
Spolupracuje s písničkáři Michalem Horákem a Pokáčem, kterému dělal předskokana na turné v listopadu 2019. V roce 2018 se tak třeba objevil v klipu písničky „Vysokoškolskej song“ od Michala Horáka. Oba zmínění písničkáři si pak zahráli v jeho klipu k písničce „Nestíhám“. V roce 2020 vydal s Pokáčem písničku „30“ odkazující na věk obou zpěváků. O rok později nazpíval duet i s Michalem Horákem, který nese název „Prsa“.
Pavel Čadek je členem Junáka, užívá přezdívku „Ori“ a je skautským vedoucím a instruktorem.

## Diskografie

### Alba
- Cellofolk (2019)
- 20–30 (2021)
- Stepní vlk (2023)

Hostoval i na albu Morytáty a romance (2022) kapely Živo Iva Cicvárka. V roce 2023 nahrál singl i klip Možná lhát s písničkářkou Tali.